# Cugy (Vaud)
Cugy – miejscowość i gmina (commune) w zachodniej Szwajcarii, w kantonie Vaud, w okręgu (district) Gros-de-Vaud. Leży nad rzeką Talent.

## Demografia
W Cugy mieszka 2728 osób. W 2021 roku 23,5% populacji gminy stanowiły osoby urodzone poza Szwajcarią. 

## Transport
Przez teren gminy przebiega droga główna nr 150.